# Rhizocarpon petraeum
Rhizocarpon petraeum är en lavart som först beskrevs av Franz Xaver von Wulfen, och fick sitt nu gällande namn av A. Massal. Rhizocarpon petraeum ingår i släktet Rhizocarpon och familjen Rhizocarpaceae.  Arten är reproducerande i Sverige. Inga underarter finns listade i Catalogue of Life.

## Bildgalleri

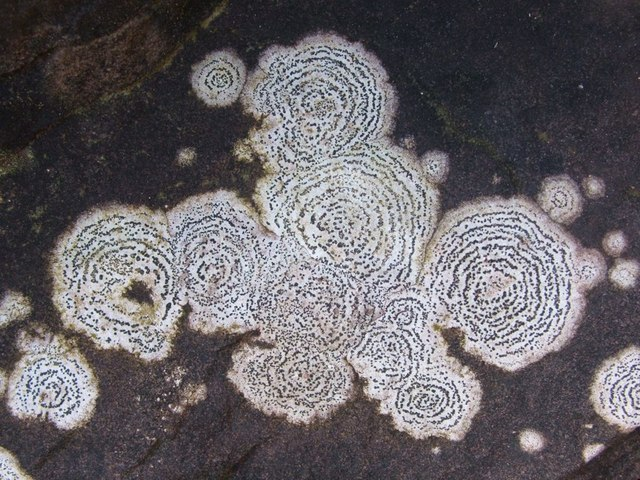